# Goraler (folkgrupp)

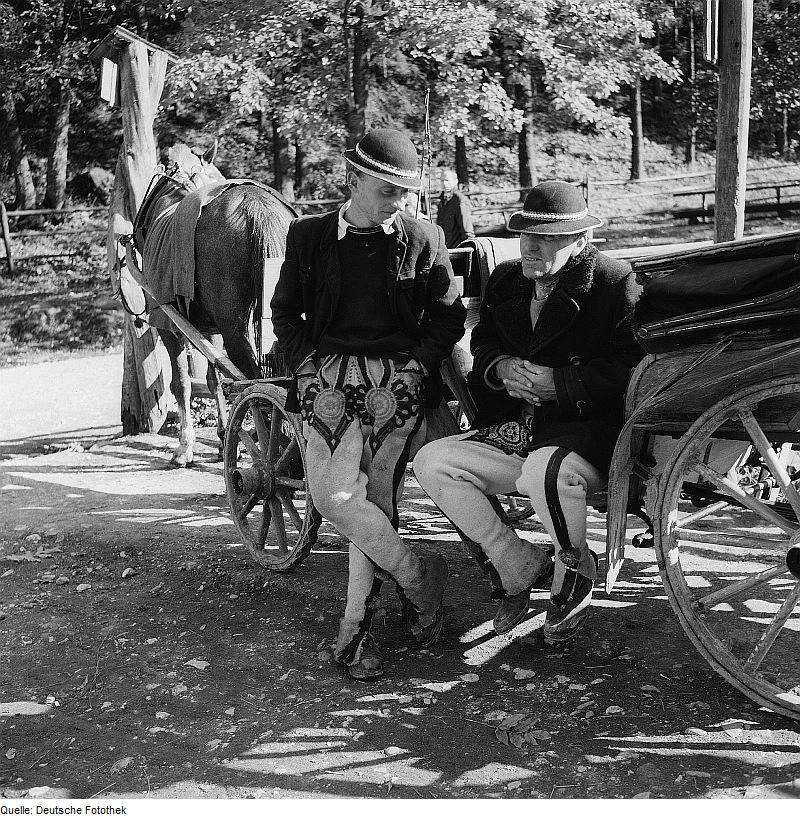
Goraler från Zakopane.

Föreslagen Goral flagga

Goraler  (polska: górale goralska: górole) är en folkgrupp som finns bosatta i bergskedjan Karpaterna i södra Polen, samt i Slovakien. Goralerna talar en dialekt av polska.